# John Crow Mountains
John Crow Mountains är en bergskedja i Jamaica. Den ligger i den östra delen av landet, 40 km öster om huvudstaden Kingston. John Crow Mountains ligger på ön Jamaica.